# ペラージェ諸島
ペラージェ諸島（イタリア語: Isole Pelagie; シチリア語: Ìsuli Pilaggî）は、地中海のシチリア海峡にある諸島。シチリア島の南方、チュニジアの東方に位置する、イタリア最南端の領土である。
主要3島と付属の小島嶼からなり、6000人余りの住民が暮らす。行政上はシチリア州アグリジェント県所属のランペドゥーザ・エ・リノーザという基礎自治体（コムーネ）を構成する。

## 地理
ペラージェ諸島を構成する主要3島は、北から順に以下の通り。
- リノーザ島
- ランピョーネ島
- ランペドゥーザ島

ペラージェ諸島の主島であるランペドゥーザ島は、シチリア島の海岸から東南東へ約210km、チュニジアの海岸から東へ113km離れている。諸島のうちリノーザ島とランペドゥーザ島が有人島であり、諸島の総人口は6299人（2011年1月1日現在）である。
諸島でもっとも大きな島であるランペドゥーザ島（面積約 20 km2）は、イタリア最南端の島である。この島には 6,000人近い住民が暮らしており、諸島の中心地となっている。ランペドゥーザ島の周囲には、コニーリ島 (it:sola dei Conigli) やサクラメント礁 (it:Scoglio del Sacramento) などの付属の小島嶼がある。
諸島で2番目に大きなリノーザ島は、ランペドゥーザ島の東北東約45kmに位置し、約450人の住民が暮らす。リノーザ島の最高地点であるモンテ・ヴルカーノ（monte Vulcano、海抜195m）は、諸島の最高地点である。
ランペドゥーザ島の西北西約20kmに所在するランピョーネ島は無人島である。
- ランペドゥーザの海岸
- ランピョーネ島
- リノーザ島の火山性の海岸

なお、ランペドゥーザ島から北北東へ約160kmの位置にイタリア領パンテッレリーア島、東北東へ約170kmの位置にマルタ共和国がある。

## 自然
いずれの島も、植生は不毛である。海岸線は荒々しく、切り立った崖からなっている。
諸島はアカウミガメの繁殖地として代表的な地域である。諸島の近海は保護海域 (Area marina protetta Isole Pelagie) に、島の多くは自然保護区 (it:Riserva naturale orientata Isola di Lampedusa) にそれぞれ指定されている。